# Sierra SunTower
Сьерра сантауэр (англ. Sierra SunTower) — солнечно-топливная электростанция (или солнечно-термодинамическая электростанция) (СТЭС) башенного типа, расположенная в Ланкастере, штат Калифорния, США. Установленная мощность 5 МВт. Строительство началось в 2008 году и было завершено летом следующего года. Однако, к сети электроснабжения станция была подключена только весной 2010 года.

## Основные сведения
Станция расположена в 114 км к северу (по дорожному пути) от Лос-Анджелеса, в городе Ланкастер. Построена и эксплуатируется компанией eSolar.
Состав сооружений станции:
- Две башни-концентратора, высотой 55 м;
- Площадь участка гелиостатов 8 га, число гелиостатов 24360 шт, каждый площадью 1,1 м2;
- Одна отреставрированая турбина фирмы General Electric 1947 года.

Станция, как и город, находится в западной части пустыни Мохаве.
На время строительства станции (12 месяцев) было создано более 300 временных рабочих мест. На уже построенной электростанции постоянно работает только 21 человек.
Мощности станции позволяют обеспечить электроэнергией 4000 домохозяйств.
Хотя СТЭС и была торжественно открыта 5 августа 2009 года, в 2010 году она временно прекращала свою работу. Пятидневный простой был вызван сварочными работами и установкой пожарной сигнализации. Даже во время максимальной загруженности станция иногда простаивала.

## Награды

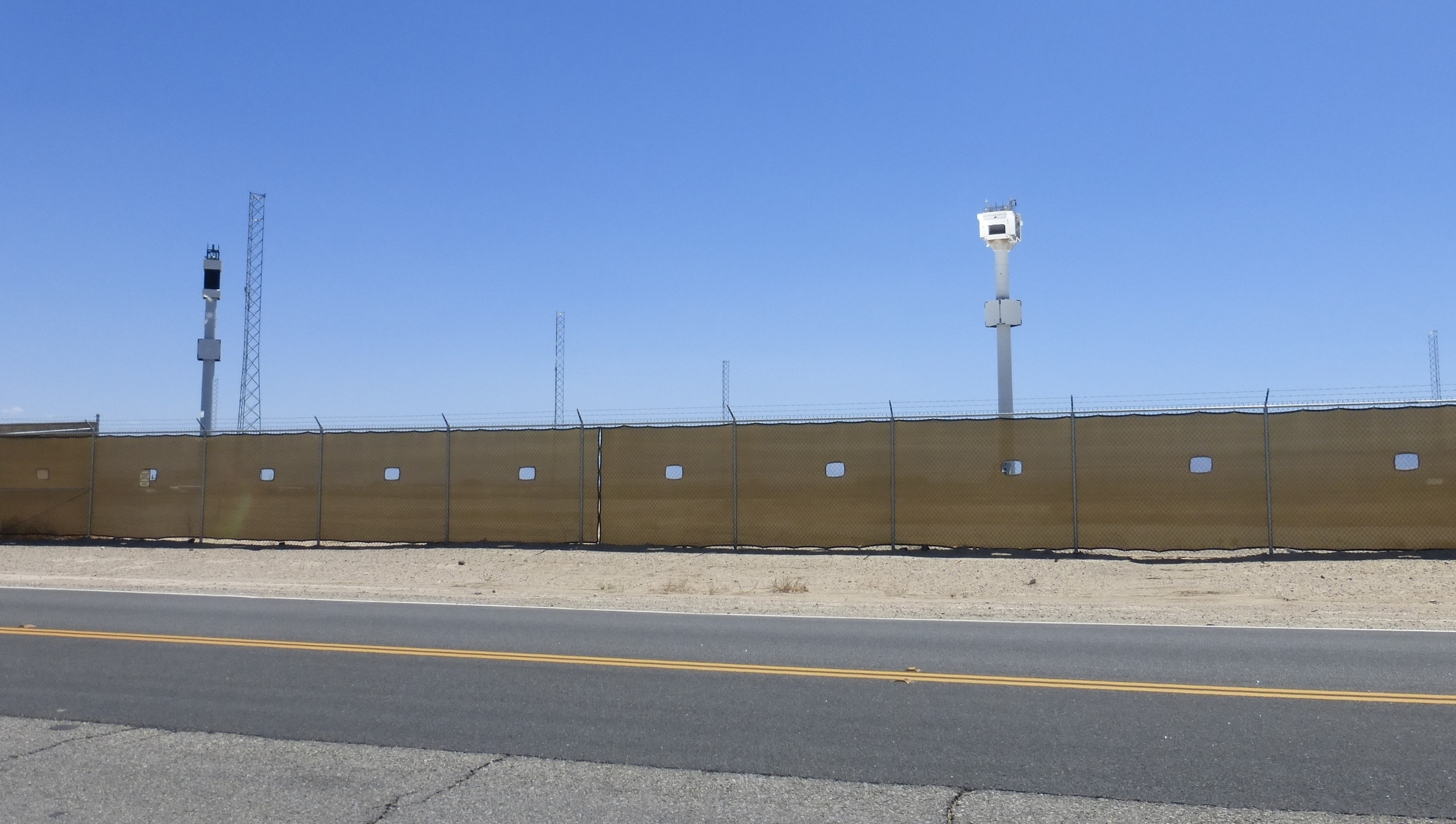
Электростанция в августе 2013 года

В декабре 2009, редакторы журнала Power Engineering отметили Сьерра Сантауэр как победителя в номинации «Лучший возобновляемый проект». Следует отметить, что подобные награды журнал вручает ежегодно, выбирая лучшие проекты по всему миру, как среди возобновляемых источников энергии, так и невозобновляемых.
В феврале 2010 года электростанция была удостоена награды «Возобновляемый проект года».

## Выработка электроэнергии
По проекту станция должна была вырабатывать 4270 МВт*час электроэнергии в год. Однако, в действительности показатели оказались гораздо ниже и составляли около 12 %.
С 2015 года станция больше не вырабатывает электроэнергию для получения коммерческой прибыли, так как проект был признан слишком дорогостоящим в работе, за исключением наиболее солнечных дней. Как объект демонстрации возможностей солнечной энергетики, станция показала эффективность, меньшую предсказанной. Кроме того, серьезным конкурентом электростанциям такого типа являются солнечные батареи.
| Год                | Январь             | Февраль            | Март               | Апр                | Май                | Июнь               | Июль               | Август             | Сентябрь           | Октябрь            | Ноябрь             | Декабрь            | Всего |
| ------------------ | ------------------ | ------------------ | ------------------ | ------------------ | ------------------ | ------------------ | ------------------ | ------------------ | ------------------ | ------------------ | ------------------ | ------------------ | ----- |
| 2010               | 1                  | 13                 | 31                 | 47                 | 66                 | 75                 | 73                 | 65                 | 53                 | 24                 | 20                 | 8                  | 476   |
| 2011               | 0                  | 12                 | 17                 | 27                 | 34                 | 43                 | 37                 | 38                 | 26                 | 21                 | 7                  | 7                  | 270   |
| 2012               | 2                  | 23                 | 57                 | 82                 | 113                | 122                | 105                | 83                 | 78                 | 61                 | 31                 | 23                 | 780   |
| 2013               | 0                  | 0                  | 0                  | 0                  | 0                  | 0                  | 0                  | 0                  | 0                  | 0                  | 0                  | 94                 | 94    |
| 2014               | 0                  | 0                  | 0                  | 0                  | 0                  | 0                  | 0                  | 0                  | 0                  | 0                  | 0                  | 0                  | 0     |
| Итого за всё время | Итого за всё время | Итого за всё время | Итого за всё время | Итого за всё время | Итого за всё время | Итого за всё время | Итого за всё время | Итого за всё время | Итого за всё время | Итого за всё время | Итого за всё время | Итого за всё время | 1,620 |

## Культура
- Во время строительства электростанции о ней был выпущен эпизод телепередачи Труднейший в мире ремонт[17]. Второй сезон, шестая серия «Солнечная башня».